# Sulbiny
Sulbiny – wieś sołecka w Polsce położona w województwie mazowieckim, w powiecie garwolińskim, w gminie Garwolin.
| SIMC    | Nazwa         | Rodzaj    |
| ------- | ------------- | --------- |
| 0671289 | Dworskie      | część wsi |
| 0671295 | Podrudzie     | część wsi |
| 0671303 | Sulbiny Dolne | część wsi |
| 0671310 | Zaszosie      | część wsi |

W latach 1975–1998 miejscowość administracyjnie należała do województwa siedleckiego.
Miejscowość jest siedzibą rzymskokatolickiej parafii św. Jana Pawła II. 